# Fear Itself (fumetto)
(Slogan della serie, che si conclude in modo differente in base ai personaggi mostrati.)
Fear Itself è un crossover a fumetti di sette capitoli scritto da Matt Fraction e disegnato da Stuart Immonen, Wade Von Grawbadger e Laura Martin, pubblicato dalla Marvel Comics.
Sebbene sia un crossover come fu Civil War nel 2006, in questa occasione la storia non è corale, ma ha due personaggi principali su cui si incentra, che sono l'ex Capitan America (Steve Rogers) e Thor. Iron Man e Odino fanno da personaggi secondari.

## Trama
L'intera trama si svolge in un periodo di crisi durante la cosiddetta Età degli eroi. La crisi globale colpisce i comuni mortali, mentre i supereroi sono tutti in una crisi d'identità, peggiorata dal fatto che Synthia Schmidt (l'erede mai amata del Teschio Rosso) rilascia un'antica divinità nordica soprannominata "Il serpente", pronta a utilizzare la paura stessa per comandare la Terra. Lo stesso Matt Fraction ammette in un'intervista che ha voluto inserire la trama nello stesso lasso temporale della realtà odierna perché il lettore si senta più coinvolto nella vicenda, quasi a domandarsi se le persone attorno a lui stiano combattendo contro il proprio "male interiore".

### Il libro del Teschio
Questo speciale introduttivo, le cui vicende sono poste sessant'anni prima della storia principale, parla di come il Teschio Rosso, sotto ordine del Führer stesso, sia andato alla ricerca degli dei asgardiani utilizzando uno speciale incantesimo scritto su lingua runica, il cui testo è inciso sulla pelle di alcuni atlantidei. Un "dono" cade dal cielo e, a differenza di quanto voluto, atterra in Antartide. Qui viene protetto da un gigantesco essere bluastro, che dà filo da torcere ai nazisti. Solo l'intervento tempestivo di Capitan America evita altro spargimento di sangue, ma intanto l'oggetto (che si rivela un martello molto simile a Mjolnir, ma più raffinato e col manico più lungo) viene custodito in una roccaforte appositamente costruitavi attorno, giacché nessuno si rivela degno nel sollevarlo, (Hitler stesso crede stoltamente, nonostante la sua malvagità, di esserne degno). A causa del suo fallimento, Teschio Rosso riporta in Antartide la reliquia e nasconde il suo "diario" di bordo in una base nel mezzo del Deserto del Sahara. Qui, sessant'anni dopo, sua figlia Sin e il Barone Zemo lo ritroveranno integro, pronti a compiere il suo grande sogno: unire uomini e dei per un mondo nuovo.

### Il Serpente
È un mattino sereno a Manhattan, quando degli Indignados marciano pacificamente lungo la strada. Steve Rogers, accompagnato da una troupe televisiva, si accorge dell'eccessiva veemenza dei poliziotti e ben presto nasce una violenta sommossa, nella quale viene ferito da un mattone. Dopo essersi ripreso, preoccupato per la situazione, parla dell'accaduto con gli altri Vendicatori. Tony Stark ritiene che le ribellioni dei popoli contro i potenti siano più che giuste e si offre di aiutare della gente volenterosa finanziando la costruzione di Asgard, in macerie dopo gli avvenimenti dell'Assedio. Nel frattempo, Syn va in Antartide con alcuni dei suoi sgherri e trova una base nel bel mezzo del ghiaccio, dove gli ultimi sostenitori di Hitler proteggono il martello citato nel diario di suo padre. Dopo una debole resistenza riesce a passare e, davanti agli occhi di tutti, solleva l'arma, tramutandosi nella dea Skaði. Grazie ai suoi poteri, sente una voce che proviene dal più profondo della Fossa delle Marianne e qui, dopo aver ucciso dei draghi marini messi come guardia agli sprovveduti, entra in una camera segreta, dove fa conoscenza col Serpente, che si dichiara il terzo fratello di Odino, assieme a Víli e Vé.
Ad Asgard intanto, i preparativi continuano, ma Odino sente la minaccia di suo "fratello" e dopo un altro attacco di panico da parte di Heimdall, che è capace di vedere il futuro imminente, il Padre di Tutto decide di andarsene dalla Terra, noncurante dell'iniziativa dei Vendicatori. Thor si ribella al comportamento egoista e vile di Odino, arrivando a insultarlo ferocemente. Ne segue uno scontro, in cui il dio del tuono perde la capacità di sollevare Mjolnir, per poi venir colpito duramente dal padre, perdendo momentaneamente conoscenza. Disposto anche ad usare delle catene pur di fermarlo, Odino evoca il Bifrost e si dirige al pianeta dove, un tempo, sorgeva la grande Asgard dei miti scandinavi.

### I Valorosi
Sette martelli cadono in diverse parti del mondo e per pura casualità vengono raccolti da diversi supereroi e supercriminali, anche se in questo numero ne vengono mostrati solo cinque:
- nel Raft, Il Fenomeno diventa Kuurth Distruttore di Pietra, il quale distrugge la grande prigione, liberando tra i carcerati anche il dimenticato Uomo Porpora;
- in Brasile, Bruce e Betty, felicemente sposati, rimangono incuriositi dalle meteore e diventano Hulk e She-Hulk Rossa. I due si dirigono verso il cratere, dove Bruce raccoglie un martello e diventa Nul Distruttore di Mondi. Con i suoi ultimi pensieri, il Golia Verde avverte Betty del pericolo imminente;
- in Sudafrica, l'Uomo Assorbente e Titania si trovano in una miniera di diamanti e, dopo il tentativo nullo del supercriminale di sollevare l'artefatto, la donna diventa Skirn Distruttrice di Uomini, promettendo di dare al suo compagno un altro martello divino, posto più a nord;
- l'atlantideo Attuma diventa invece Nerkodd Distruttore di Oceani, perforando nel bel mezzo dell'Oceano Pacifico un oleodotto, utilizzando il suo martello dal bordo dentato;
- non mostrato direttamente, anche Grey Gargoyle trova interesse nel martello che cade non lontano da Notre Dame, diventando Mokk Distruttore di Fede. Scontrandosi con Iron Man, lo farà tramortire con un colpo del suo martello mistico e trasformerà moltissima gente in pietra.[4]

Ben presto, il gruppo di mostri attacca selvaggiamente diverse parti del mondo, aiutato da migliaia di soldati robot dell'esercito nazista. La situazione è critica, eppure il sindaco di New York, Jonah Jameson, punta il dito contro i supereroi. Ad Asgard intanto, Odino crea di nuovo il pianeta su cui sorgeva la città degli dei, condannando poco dopo Thor di alto tradimento. Egli viene incatenato e rinchiuso in una prigione speciale, dove neanche la sua forza è sufficiente per evadere.

### Il martello che cadde su Yancy Street
Loki, utilizzando il suo ingegno ben noto, ma ora rivolto al bene, riesce a far scappare Thor dalla sua prigione, avvisandolo del fatto che il Serpente stava cominciando a creare il suo regno di terrore fra gli esseri umani. Sebbene lui non conosce questa figura, decide di discutere assieme ai suoi fedeli alleati, ma Odino interrompe quasi immediatamente il breve momento di pace e cerca di riportare Thor in prigione. Viene comunque colpito dalla sua testardaggine e gli offre la possibilità di andare sulla Terra, dove sarebbe morto sia per mano degli sgherri del Serpente che per l'arrivo degli stessi asgardiani, pronti a fare piazza pulita come in un nuovo Ragnarǫk. Con ciò, Thor riottiene Mjolnir, che viene ricaricato completamente delle sue forze.
Contemporaneamente, sulla Terra compaiono gli ultimi due Valorosi sul panorama mondiale:
- La Cosa, membro chiave della nuova squadra Fondazione Futuro (FF), viene letteralmente posseduto dal martello che era caduto sulla strada di Yancy Street, diventando il mostruoso Angrir, il Distruttore di Anime. Mostra gran parte della sua forza distruttiva lottando contro Rulk. A detta della nuova versione di Modok, Hulk Rosso potrebbe facilmente battere l'avversario grazie ai poteri di assorbimento di cui è dotato[5], ma ciò gli farebbe perdere parte della sua umanità, rischiando di non poter più prendere forma umana. Decide pertanto di non farne uso e di optare per la lotta fisica dalla quale esce sconfitto.
- L'Uomo Assorbente, aiutato da Skirn, o per meglio dire Titania, si presenta a Dubai come Greithoth, il Distruttore di Volontà.

Mentre il mondo viene quindi devastato dalla furia dei sette martelli, Sin si scontra di nuovo con Capitan America, nelle cui vesti si cela Bucky, l'ex Soldato d'Inverno. Combattendo da eroe, riesce a ferire lievemente l'erede di Teschio Rosso, ma a carissimo prezzo. Colpito dal manico del martello infatti, viene privato del braccio sinistro, preso vittoriosamente da Sin come monito per chiunque osi sfidarla. Molti supereroi accorrono, ma è troppo tardi. L'ex aiutante di Steve Rogers muore, non prima di aver avvertito i suoi dell'arrivo del Serpente.

### Mondi in fiamme
Thor atterra sulla Terra e si unisce subito al gruppo dei Vendicatori comandato da Nick Fury. Con la morte di Bucky, Steve Rogers decide di riprendere le vesti storiche di Capitan America, riformando quindi l'imbattibile trio dei vecchi tempi. Iron Man si dirige in Oklahoma, dove gli abitanti locali avevano da tempo sviluppato un rancore verso gli asgardiani; Steve Rogers atterra a Manhattan, dando la possibilità a Sin di uccidere per due volte la sua nemesi; Thor invece va verso l'Antartide, dove il Serpente si era appena rinvigorito tramite la paura di tutta l'umanità. Con il suo bastone tramutato in martello e un corpo forte quasi quanto quello di Odino edifica in pochi secondi una gigantesca città, sorvegliata da umanoidi simili agli Jǫtunn. Il dio del tuono prova a fermare quello che si rivela come suo zio, ma viene prontamente tolto di torno, finendo a New York, dove i più forti Valorosi (Angrir e Nul) lo attaccano senza pietà. La situazione diventa complicata anche per Tony Stark, il quale, nel tentativo di raggiungere un accordo con Odino, beve dopo tanto tempo di astinenza un'intera bottiglia di liquore, dando in sacrificio al Padre di Tutti la sua stessa dignità.

### Rissa
Incontrando sia Angrir che Nul, Thor riesce a mettere in fin di vita il primo, trapassandolo con Mjolnir, e a scagliare nello spazio il secondo, che ricade sulla terra infiammandosi nell'atmosfera. Questo mentre Steve Rogers è pronto ad affrontare Skadi, ma non riesce ad avvicinarsi, poiché il Serpente arriva a New York con la sua Asgard. Nonostante l'arrivo dei Vendicatori, Cul li sconfigge tutti e riesce a frantumare lo scudo di Capitan America come fosse di vetro.
Mentre la battaglia continua, Franklin e Valeria Richards, ovvero i figli di Mister Fantastic, soccorrono Angrir ormai in fin di vita; Franklin decide di usare i suoi poteri per curare il suo zio acquisito e annullare l'influenza del Serpente su di lui, andando contro la promessa fatta al padre. In pochi secondi, la Cosa ritorna in forma così com'era prima di prendere il martello maledetto.
Nonostante la "sconfitta" di uno dei Valorosi, molti supereroi falliscono nell'arginare il Serpente e l'Uomo Ragno, sotto il permesso di Steve Rogers, batte temporaneamente in ritirata, preoccupato per la sua famiglia. Quanto a Tony Stark, riesce a raggiungere un accordo con Odino: lui non accetterà di venire aiutato dal Padre di Tutti, ma si occuperà personalmente di creare nell'officina di Asgard armi capaci di ferire i Valorosi, così da permettere ai supereroi terrestri di morire a "testa alta".

### Legami fatali
Stremato dalla battaglia Thor è soccorso dai Vendicatori e portato ad Asgard. Steve Rogers accusa Odino di aver condannato la Terra alla distruzione, ma questi lo rispedisce sulla Terra assieme a tutti gli altri supereroi, prendendo Thor per curarlo nel miglior modo possibile nelle sue camere.
Accettando il volere del figlio Odino decide di far mandare avanti il destino: prende l'armatura con la quale sconfisse il Serpente da giovane e la dona a Thor, nella speranza che non venga ferito a morte. Come arma gli viene donata Ragnarok, la sua spada personale. Mentre la discussione tra padre e figlio continua, sulla Terra Spider-Man trova zia May ed è sollevato nel vederla in salute e salva.
Andando a Svartalfheim, gli Aesir incontrano Tony Stark, che aveva appena terminato la forgiatura delle armi ad Uru con cui dare carica ai supereroi terrestri. Pur rimanendo diffidente alle parole di Odino, Stark decide di immergersi nel metallo bollente pur di benedire la sua armatura e così avviene, assieme a tutti gli altri artefatti gettati. Appena in tempo per l'atto finale: appostati a Broxton, un gruppo di volontari formato da Cap, alcuni soldati ed i supereroi rimasti a difendere il pianeta si prepara per combattere eroicamente contro i Valorosi e Cul stesso, ansioso di lottare una volta per tutte contro gli abitanti di Miðgarðr.

### Il giorno di Thor
La battaglia tra i Valorosi e gli uomini di Capitan America ha inizio: i primi si ritrovano immediatamente in vantaggio per forza e resistenza, ma dopo poco tempo Stark e la sua squadra giungono al luogo dello scontro, con le armi asgardiane caricate e temporaneamente benedette da Odino, ovvero potenziate magicamente e quindi indistruttibili. Anche Thor si unisce al gruppo e va immediatamente alla ricerca del Serpente, il quale si trasforma in una gigantesca viverna serpentina utilizzando tutti i suoi poteri accumulati. Il dio del tuono si trova subito in difficoltà e viene mortalmente avvelenato, facendo cadere Mjolnir; Cap lo trova e scopre di essere degno nel sollevarlo, cosa che lo rende potente quanto Skadi.
Dall'altra parte di Yggdrasill, gli Aesir sono pronti a marciare sulla Terra e arrivati giungono ormai troppo tardi: il Serpente viene ucciso con un possente colpo di spada in testa e Thor cade a terra ormai morente. Dopo aver fatto nove lenti passi verso suo padre, perde le forze e muore davanti a tutti i suoi fratelli e amici. Capendo che ormai la profezia si è avverata, il Padre di Tutto toglie i martelli magici dai Valorosi, che vengono poi mandati in tutte le direzioni così che nessuno possa più rintracciarli. Jane Foster e tutti i conoscenti del dio sono avvisati dell'accaduto e arrivano sul posto, collaborando nella costruzione della pira funeraria.
Il giorno seguente presenta diverse novità: Odino si sente in colpa nell'aver permesso a suo fratello di far male alla sua famiglia e decide di rimanere ad Asgard fino alla fine dei tempi per controllare il fratello deceduto. Al suo posto, sua moglie Frigg, Gaia e Iðunn resteranno sulla Terra per aiutare gli asgardiani. Una settimana dopo la morte di Thor, due importanti eventi avvengono:
-Sin viene ritrovata da un gruppo di alieni, che la curano e rivitalizzano il suo corpo indebolito dalla rimozione dello spirito di Skadi. Riescono a convincerla nel ricercare i sette martelli e che molto lavoro non è stato ancora fatto.
-Hulk, che ruppe il martello di Nul, si stufa della costante presenza di Banner e riesce ad uscire dalla sua psiche. Lo abbandona nel bel mezzo di un deserto e va a caccia del demone che lo aveva impossessato precedentemente, cercando anche l'aiuto del dottor Strange.

## Fear Itself - I Temerari
Formata da sei capitoli e successiva agli eventi del crossover principale, questa serie racconta di come i martelli dei Valorosi vengono rintracciati e contesi da due donne, l'una il contrario dell'altra: Sin, desiderosa di ritornare Skadi, e Valchiria, l'asgardiana altrimenti nota come Brunilde.

### Trama

#### Linee di battaglia
Successivamente al sacrificio di Thor e al ritorno della pace sulla Terra, Capitan America si sente in dovere di imprigionare i criminali coinvolti nell'ascesa del Serpente e di mettere al sicuro gli otto martelli, adesso smarriti, che erano la fonte della loro potenza. Valchiria, invece, vuole riportarli ad Asgard, in quanto vennero forgiati lì, ma non vi è un accordo tra i due. Entrando di nascosto nel Quincarrier, prende il martello di Skaði e riesce a mettere fuori combattimento Jim Rhodes nei panni di War Machine.
Poco tempo dopo, anche Crossbones si mette sulle tracce degli artefatti e grazie a un magico rivelatore scopre nelle metropolitane di Parigi il martello appartenuto a Grey Gargoyle, preso da alcuni nichilisti nel tentativo di essere trasformati in pietra come il resto degli altri parigini. La stessa Sin conosce la locazione degli altri sette e nella sua missione viene aiutata anche dagli strani esseri che la soccorsero poco dopo la morte del Serpente.
In Romania, durante la stessa notte, Valchiria ottiene i resti del martello appartenuto ad Hulk e si allea con un gruppo ribelle di vampiri, che avevano paura che Dracula potesse diventare mostruosamente potente con i poteri dell'oggetto. Uscita dal loro covo viene rintracciata da Sharon Carter e dal resto dei Vendicatori Segreti, ma prima di un eventuale combattimento, un'intera orda di esseri simili a non-morti attacca il gruppo.